# Olympische Winterspiele 1998/Teilnehmer (Estland)
| Gelbes Symbol für Goldmedaillen mit stilisierten Olympischen Ringen | Graues Symbol für Silbermedaillen mit stilisierten Olympischen Ringen | Braundes Symbol für Bronzemedaillen mit stilisierten Olympischen Ringen |
| ------------------------------------------------------------------- | --------------------------------------------------------------------- | ----------------------------------------------------------------------- |
| —                                                                   | —                                                                     | —                                                                       |

Estland nahm 1998 zum fünften Mal an Olympischen Winterspielen teil. Es wurden 20 Athleten nach Nagano entsandt, die in fünf verschiedenen Disziplinen antraten. Ein Medaillengewinn gelang keinem der Athleten.
Fahnenträger bei der Eröffnungsfeier war der Biathlet Kalju Ojaste.

## Übersicht der Teilnehmer

### Biathlon
Männer
- Dimitri Borovik
10 km Sprint: 18. Platz (29:19,4 min)
20 km Einzel: 31. Platz (1:01:07,7 h)
4 × 7,5 km Staffel: 13. Platz (1:26:30,2 h)

- Kalju Ojaste
20 km Einzel: 44. Platz (1:02:15,7 h)
4 × 7,5 km Staffel: 13. Platz (1:26:30,2 h)

- Janno Prants
10 km Sprint: 43. Platz (30:33,4 min)
20 km Einzel: 18. Platz (59:38,3 min)
4 × 7,5 km Staffel: 13. Platz (1:26:30,2 h)

- Indrek Tobreluts
10 km Sprint: 36. Platz (30:11,3 min)
4 × 7,5 km Staffel: 13. Platz (1:26:30,2 h)

### Eiskunstlauf
Männer
- Margus Hernits
20. Platz (29,5)

### Nordische Kombination
- Magnar Freimuth
Einzel: 33. Platz (47:08,5 min)
Mannschaft: 11. Platz (1:03:32,9 h)

- Ago Markvardt
Einzel: Aufgabe
Mannschaft: 11. Platz (1:03:32,9 h)

- Jens Salumäe
Einzel: 39. Platz (48:36,2 min)
Mannschaft: 11. Platz (1:03:32,9 h)

- Tambet Pikkor
Einzel: 44. Platz (51:46,80 min)
Mannschaft: 11. Platz (1:03:32,9 h)

### Skilanglauf
Frauen
- Õnne Kurg
5 km klassisch: 73. Platz (20:58,7 min)
15 km Verfolgung: 61. Platz (28:37,0 min)
15 km klassisch: 40. Platz (52:08,3 min)
30 km Freistil: 48. Platz (1:34:59,9 h)

- Katrin Šmigun
5 km klassisch: 20. Platz (18:48,7 min)
15 km Verfolgung: 15. Platz (30:16,3 min)
15 km klassisch: 13. Platz (49:18,9 min)

- Kristina Šmigun-Vähi
30 km Freistil: 46. Platz (1:34:18,1 h)

- Cristel Vahtra
5 km klassisch: 42. Platz (31:10,2 min)
15 km Verfolgung: 13. Platz (26:41,9 min)
15 km klassisch: 42. Platz (31:10,2 min)
30 km Freistil: 13. Platz (1:36:04,0 h)

Männer
- Meelis Aasmäe
30 km klassisch: 52. Platz (1:46:08,8 h)
50 km Freistil: Aufgabe

- Elmo Kassin
10 km klassisch: 58. Platz (30:57,8 min)
15 km Verfolgung: 52. Platz (45:13,2 min)
4 × 10 km Staffel: 10. Platz (1:44:20,9 h)

- Jaak Mae
10 km klassisch: 6. Platz (27:56,0 min)
15 km Verfolgung: 15. Platz (41:38,7 min)
30 km klassisch: 11. Platz (1:38:52,3 h)
4 × 10 km Staffel: 10. Platz (1:44:20,9 h)

- Raul Olle
10 km klassisch: 37. Platz (29:52,3 min)
30 km klassisch: 17. Platz (1:40:03,5 h)
4 × 10 km Staffel: 10. Platz (1:44:20,9 h)

- Andrus Veerpalu
10 km klassisch: 8. Platz (28:00,7 min)
30 km klassisch: 19. Platz (1:40:09,9 h)
4 × 10 km Staffel: 10. Platz (1:44:20,9 h)

### Rennrodeln
Männer
- Andrus Paul
Einzel: disqualifiziert

Frauen
- Helen Novikov
Einzel: 20. Platz (3:29,263 min)